# Sébastien Corchia
Sébastien Corchia (Noisy-le-Sec, 1 de novembro de 1990) é um futebolista profissional francês que atua como lateral-direito. Atualmente está no Amiens.

## Carreira
Sébastien Corchia começou a carreira no Le Mans.

## Títulos
Benfica
- Liga Portuguesa: 2018–19